# Megachile aurilabris
Megachile aurilabris är en biart som beskrevs av Pasteels 1965. Megachile aurilabris ingår i släktet tapetserarbin, och familjen buksamlarbin. Inga underarter finns listade i Catalogue of Life.